# Rhododendron russatum
Rhododendron russatum är en ljungväxtart som beskrevs av I. B. Balf. och Forrest. Rhododendron russatum ingår i släktet rododendron, och familjen ljungväxter. Inga underarter finns listade i Catalogue of Life.

## Bildgalleri

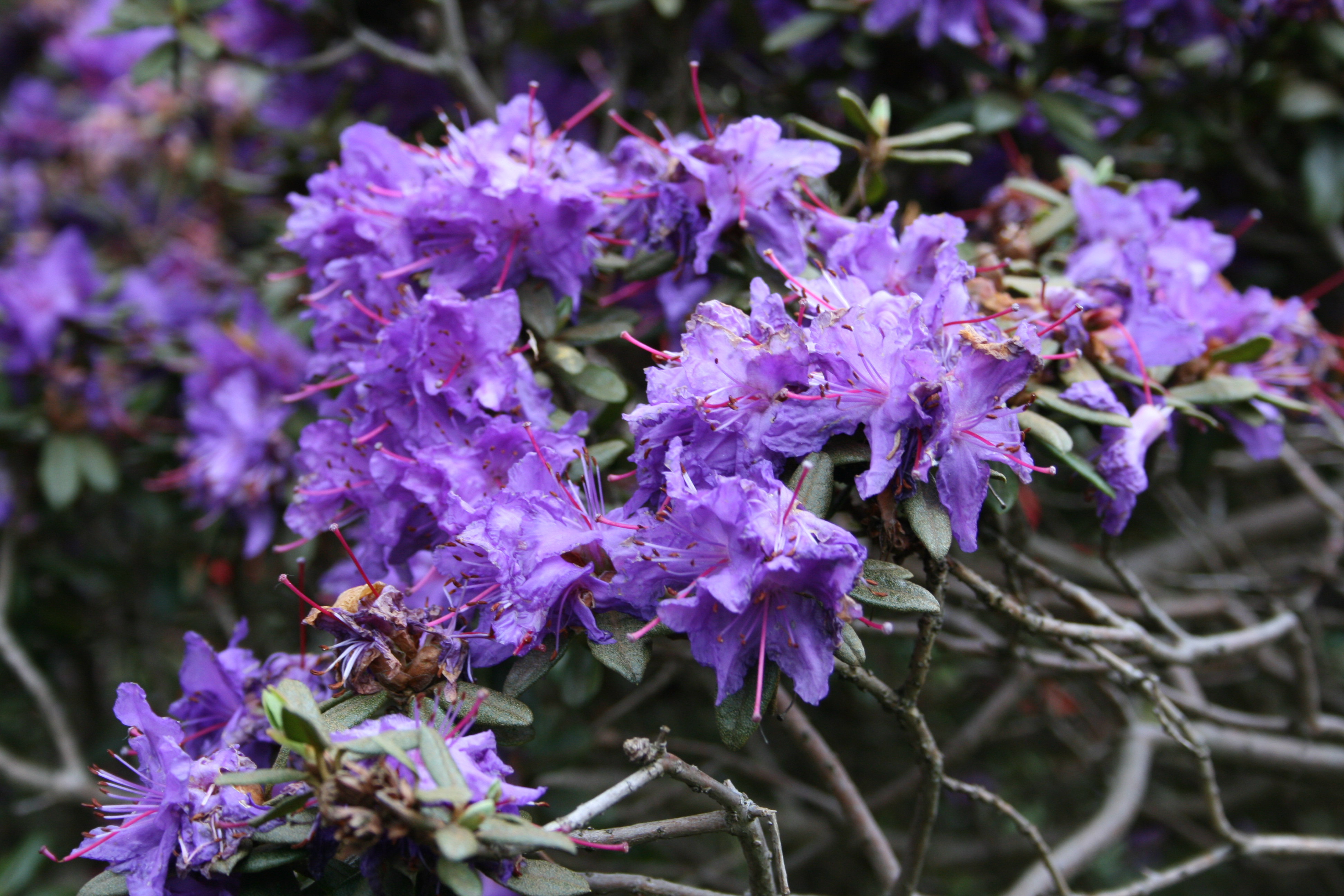